# Hunters (série télévisée, 2020)
Pour les articles homonymes, voir Hunters.
Hunters est une série télévisée dramatique américaine en 18 épisodes d'environ 49 minutes créée par David Weil. La première saison, produite par Amazon Studios, est diffusée sur la plateforme de vidéo à la demande Prime Video le 21 février 2020,, et la deuxième et dernière saison le 13 janvier 2023.

## Synopsis
1977 à New York. Trente-deux ans après la fin de la Seconde Guerre mondiale, Meyer Offerman, rescapé d'Auschwitz, dirige un groupe de chasseurs de nazis. Ses membres, venus de divers horizons, traquent les membres d'une société secrète qui complotent pour recréer, sur le territoire des États-Unis, un nouvel État nazi : le Quatrième Reich,. Meyer recrute notamment le jeune Jonah Heidelbaum, petit-fils de Ruth Heidelbaum que Meyer avait rencontrée dans les camps.

## Distribution

### Acteurs principaux
- Al Pacino (VF : José Luccioni[note 1] puis Patrick Raynal[note 2]) : Meyer Offerman
- Logan Lerman (VF : Nathanel Alimi) : Jonah Heidelbaum
- Kate Mulvany (VF : Cathy Diraison) : Sœur Harriet / Rebecca Crowtser
- Tiffany Boone (VF : Dorylia Calmel) : Roxy Jones
- Carol Kane (VF : Anne Canovas) : Mindy Markowitz
- Saul Rubinek (VF : Paul Borne) : Murray Markowitz
- Josh Radnor (VF : Xavier Béja) : Lonny Flash / Leonard Flagenstein
- Louis Ozawa Changchien (VF : Jean-Christophe Dollé) : Joe Torrance
- Jerrika Hinton (VF : Virginie Emane) : Millie Morris
- Greg Austin (VF : Pierre Boulanger) : Travis Leich
- Dylan Baker (VF : Pierre Tessier) : Biff Simpson
- Lena Olin (VF : Marina Moncade) : Le Colonel / Eva Braun
- Jennifer Jason Leigh (VF : Marie-Laure Dougnac) : Chava Apfelbaum (saison 2)
- Udo Kier (VF : Hervé Jolly) : Adolf Hitler (saison 2)

### Acteurs secondaires
- Jonno Davies (en) (VF : Jérémie Bédrune) : Tobias
- James LeGros (VF : Pierre Laurent) : Hank Grimsby
- Ebony Obsidian (VF : Marie Rasabotsy) : Carol Hawthorne
- Caleb Emery (VF : Joachim Salinger) : Arthur « Bootyhole » McGuigan
- Henry Hunter Hall (VF : Olivier Dote Doevi) : Sherman « Cheeks » Johnson
- Miles G. Jackson (VF : Xavier Couleau) : Danny Rohr
- Jeannie Berlin (VF : Frédérique Cantrel) : Ruth Heidelbaum
- Julissa Bermudez (VF : Emmanuelle Rivière) : Maria De La Ruiz
- Phoenix Noelle (VF : Lucille Boudonnat) : Malika
- Jérôme Charvet : Armand
- Ben Livingston : Président Jimmy Carter
- Kenneth Tigar : Heinz Richter
- John Hans Tester : Karl Holstedder
- Veronika Nowag-Jones : Gretel Fischer
- Kathryn Kates : Hilda Hoffman
- Megan Channell (VF : Flora Brunier) : Katarina Löw
- Becky Ann Baker (VF : Blanche Ravalec) : Juanita Kreps
- John Noble (VF : Patrick Messe) : Frederic Hauser
- Bill Corry : Oskar « Le Fantôme » Hauftman alias Timothy Randall
- Raphael Sbarge : Dieter Zweigelt
- Barbara Sukowa (VF : Brigitte Aubry) : Tilda Sauer
- Ronald Guttman (VF : Bernard Lanneau) : Moritz Ehrlich
- Josh Mostel (VF : Sylvain Lemarié) : Rabbin Steckler
- Victor Slezak : Wernher von Braun
- Judd Hirsch (VF : Philippe Catoire) : Simon Wiesenthal
- Emily Rudd (VF : Joy Feldman) : Clara (saison 2)

 Source et légende : version française (VF) sur RS Doublage, AlloDoublage et Doublage Séries Database

## Production
Le 3 août 2020, la série est renouvelée pour une deuxième saison, qui sera la dernière. Elle a été mise en ligne le 13 janvier 2023.

## Épisodes

### Première saison (2020)
1. Dans le ventre de la baleine (In the Belly of the Whale)
2. Le kaddish des endeuillés (The Mourner's Kaddish)
3. La prisonnière de la Nuit (While Visions of Safta Danced in His Head)
4. Le coffre 630 (The Pious Thieves)
5. La nuit tous les oiseaux sont noirs (At Night, All Birds are Black)
6. Ruth 1.16 (Ruth 1:16)
7. Shalom, pauvre conne (Shalom Motherfucker)
8. La question Juive (The Jewish Question)
9. Un bon vieux barbecue nazi (The Great Ole Nazi Cookout of '77)
10. Eilu v'Eilu (Eilu v' Eilu)

### Deuxième saison (2023)
1. Journée Van Glooten 1972 Sculpteur de beurre de l'année (Van Glooten's Day 1972 Butter Sculptor of the Year)
2. Buenos Aires
3. Canard. Caille. Oie. Corbeau (Duck. Quail. Goose. Crow)
4. Le Prix à Payer (The Fare)
5. Les Liens du Sang (Blutsbande)
6. Les Morts (Only the Dead)
7. La Maison (The Home)
8. Le Procès d'Adolf Hitler (The Trial of Adolf Hitler)

## Distinction

### Nomination
- Golden Globes 2021 : Meilleur acteur dans une série dramatique pour Al Pacino